# Richard Weikart
Richard Weikart (luglio 1958) è uno storico statunitense.
È stato professore di storia presso la California State University, Stanislaus. Il lavoro di Weikart si concentra sull'impatto del darwinismo sul pensiero sociale, sull'etica e sulla moralità. Il suo lavoro e le sue conclusioni sono controverse.

## Biografia
Weikart ha conseguito un bachelor's degree nel 1980 presso la Texas Christian University, un master della Texas Christian University nel 1989 e un dottorato in storia presso l'Università dell’Iowa nel 1994. È sposato con Lisa Weikart e ha sette figli.

### From Darwin To Hitler
Weikart è conosciuto soprattutto per il suo libro del libro From Darwin to Hitler: Evolutionary Ethics, Eugenics and Racism in Germany.  in cui collega la diffusione delle teorie darwiniane all’ascesa del nazismo in Germania. Il libro ha suscitato molte polemiche negli Stati Uniti e le sue conclusioni sono state criticate dalla comunità accademica.  Secondo lo storico dell'Università di Chicago Robert Richards Hitler non era un darwinista e non c'è alcuna prova che Hitler leggesse Darwin mentre, al contrario, alcuni degli intellettuali che influenzarono il nazismo come Houston Stewart Chamberlain si opponevano all'evoluzione. Al contrario lo storico Ian Dowbiggin, Professore alla University of Prince Edward Island ha elogiato il libro, definendolo «Uno dei migliori esempi di storia intellettuale che ho visto da molto tempo. È perspicace, riflessivo, informativo e altamente leggibile.»